# Hoàng hậu Kōjun
Hoàng hậu Kōjun (香淳皇后 (Hương Thuần Hoàng hậu)/ こうじゅんこうごう Kōjun-kōgō, 6 tháng 3 năm 1903 – 16 tháng 6 năm 2000) là Hoàng hậu thứ 124 trong lịch sử  Nhật Bản, chính thất của Chiêu Hòa Thiên hoàng, tại vị Hoàng hậu từ ngày 25 tháng 12 năm 1926 – 7 tháng 1 năm 1989, thân mẫu của Thượng hoàng Akihito.
Thụy hiệu của bà là Hương Thuần (香淳) có nghĩa "Hương thơm thuần khiết". Bà giữ cương vị Hoàng hậu lên đến 62 năm và 13 ngày, cũng là Hoàng hậu tại vị lâu nhất trong lịch sử Nhật Bản.

## Tiểu sử

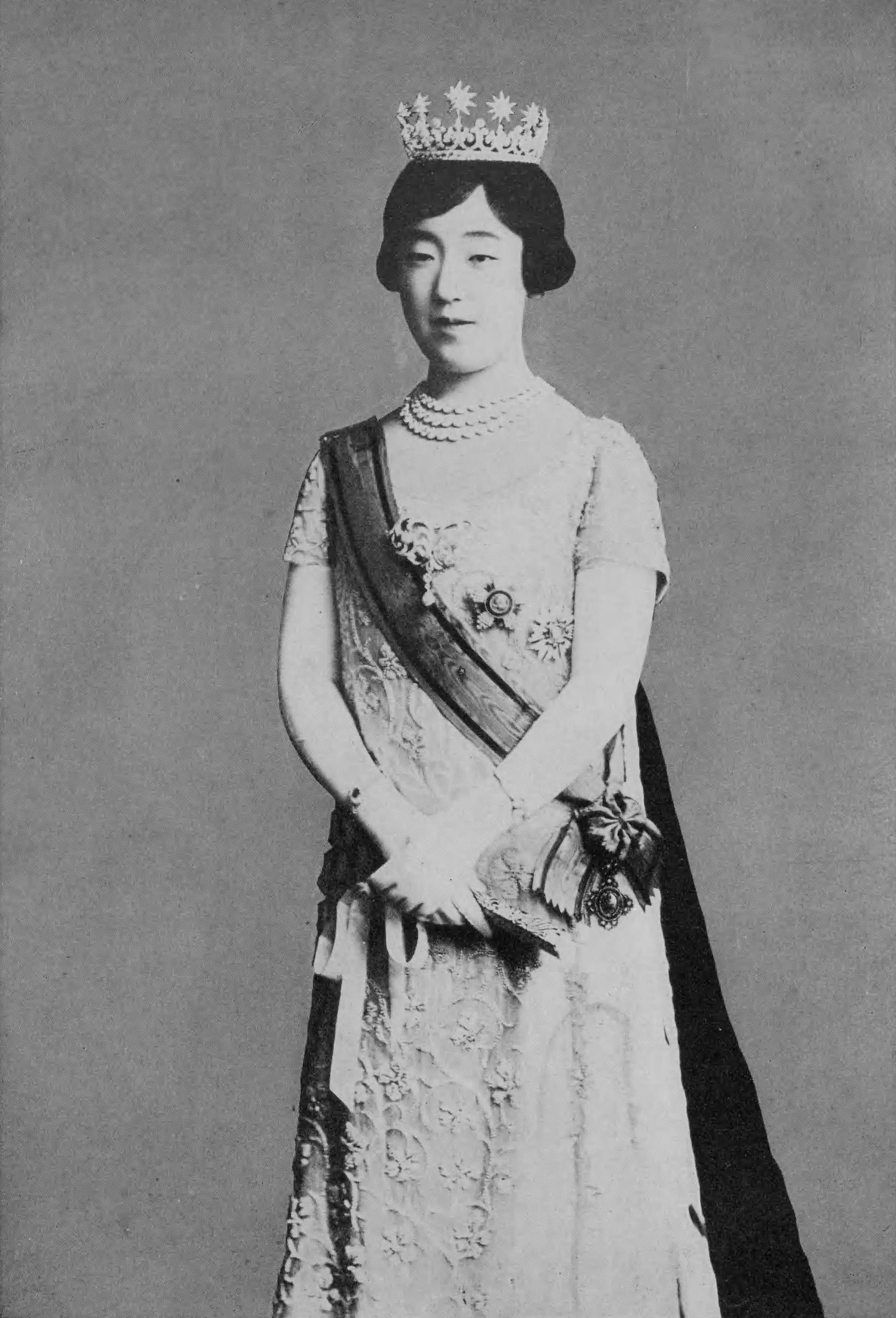
Hương Thuần Hoàng hậu năm 1928

Bà chào đời ngày 6 tháng 3 năm 1903 tại tư dinh của Cửu Nhĩ Cung (久邇宮 Kuni-no-miya), Tokyo, một trong những chi họ của nhánh Ōke (旧宮家 Cựu Cung Gia) thuộc Hoàng thất Nhật Bản. Khuê danh của bà là Lương Tử Nữ vương (良子女王 Nagako Joō), con gái cả của Cửu Nhĩ Cung Bang Ngạn Vương (久邇宮邦彦王 Kuni-no-miya Kuniyoshi, 1873–1929) và vợ là Shimazu Chikako (島津千香子 Đảo Tân Thiên Hương Tử, 1879–1956). Cha bà xuất thân dòng dõi hoàng tộc, mẹ bà lại xuất thân từ tầng lớp Daimyō (大名 Đại Danh) là tầng lớp lãnh chúa phong kiến.
Nagako theo học tại trường Gakushūin (学習院 Học Tập Viện), một ngôi trường được đặc biệt thành lập để giáo dục con gái của tầng lớp quý tộc và hoàng gia. Trong số các đồng môn của bà có Lý Phương Tử, Thái tử phi Ý Mẫn của Triều Tiên (lúc bấy giờ là Quận chúa Nashimoto Masako). Sau khi đính hôn ở tuổi mười bốn, Nagako rời khỏi trường và bắt đầu chương trình đào tạo kéo dài sáu năm nhằm học những kỹ năng thiết yếu của một Hoàng hậu.

## Hôn sự
Nagako được cha mẹ bà sắp đặt hứa hôn với anh họ xa của bà là Hoàng tử Hirohito (裕仁 Dụ Nhân, 1901–1989) khi còn rất trẻ, một chuyện thường tình trong xã hội Nhật Bản lúc bấy giờ. Dòng dõi của bà và sự nghiệp quân sự không tì vết của cha bà phần lớn được cân nhắc. Vào tháng 1 năm 1919, lễ đính hôn của Nữ vương Nagako với Thái tử Hirohito (sau là Chiêu Hòa Thiên hoàng) được công bố. Việc Hirohito được tự ý chọn vợ cho mình khác hẳn với truyền thống trước đây. Nagako không có lựa chọn nào khác trong vấn đề này. Lúc 14 tuổi, bà và một số thiếu nữ đủ tư cách tham gia vào một buổi trà đạo tại Cung điện Hoàng gia trong khi Hoàng thái tử quan sát phía sau một bức bình phong. Và ông cuối cùng đã chọn Nagako.
Nữ vương Nagako kết hôn với Thái tử Hirohito vào ngày 26 tháng 1 năm 1924 và trở thành Thái tử phi của Nhật Bản. Bà trở thành Hoàng hậu khi Hirohito kế thừa ngai vàng vào ngày 25 tháng 12 năm 1926. Không giống như những người tiền nhiệm, Hoàng đế Hirohito quyết định từ bỏ 39 thiếp thất của mình. Trong mười năm đầu cuộc hôn nhân, Hoàng hậu Nagako chỉ sinh được bốn con gái. Mãi đến ngày 23 tháng 12 năm 1933, gần mười năm sau ngày cưới, đôi vợ chồng mới có một con trai và cho Nhật Bản một người thừa kế khi sinh ra Akihito (明仁 Minh Nhân), hiện là Thượng hoàng Minh Nhân (上皇明仁), hoặc Minh Nhân Viện (明仁院).

## Hoàng hậu Nhật Bản

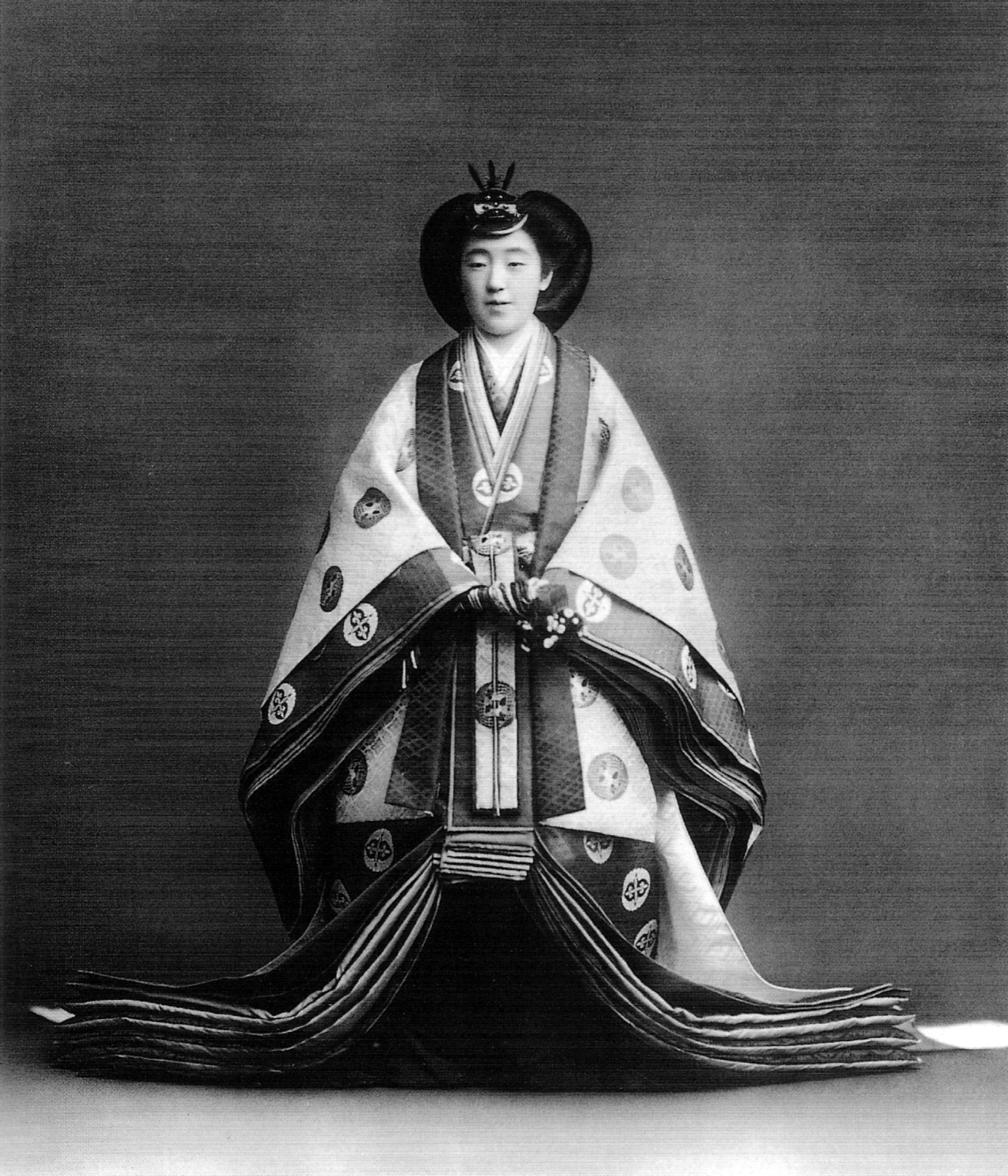
Hương Thuần Hoàng hậu tại lễ đăng quang năm 1926

Hoàng hậu Nagako thực hiện các bổn phận của mình theo lối truyền thống. Thời gian đầu bà đến sống tại Cung điện trong giai đoạn nhiều người cho rằng hình thức quân chủ cổ xưa của Nhật Bản đã phần lớn biến mất. Vai trò của bà bắt buộc bà phải tham dự các buổi lễ đặc biệt như lễ kỷ niệm 2600 năm thành lập Đế quốc Nhật Bản vào năm 1940 hay cuộc xâm chiếm Singapore năm 1942.
Nagako tháp tùng Hoàng đế Hirohito trong chuyến công du châu Âu năm 1971 và sau đó là chuyến thăm cấp Nhà nước tới Hoa Kỳ năm 1975. Hai năm sau đó, bà bị ngã và bị chấn thương cột sống, một cú ngã nghiêm trọng khác vào năm 1980 khiến bà phải ngồi xe lăn trong suốt quãng thời gian còn lại.

## Hoàng thái hậu
Sau khi Chiêu Hòa Thiên hoàng băng hà vào ngày 7 tháng 1 năm 1989, bà trở thành Hoàng thái hậu. Sức khỏe của bà khi đó đã suy yếu và không thể đến dự tang lễ của chồng và sống ẩn dật cho đến cuối đời. Năm 1995, bà trở thành vị Quốc mẫu sống lâu nhất lịch sử Nhật Bản, phá kỷ lục của Hoàng hậu Kanshi (藤原歓子 Đằng Nguyên Hoan Tử), người đã qua đời trước đó 868 năm.
Thái hậu Nagako qua đời ở tuổi 97 vào năm 2000. Trong những ngày cuối đời, Cung nội Sảnh (宫内庁 Kunai-cho) cho biết Hoàng thái hậu gặp vấn đề về hô hấp nhưng không nghiêm trọng. Nagako qua đời lúc 4:46 chiều ngày 16 tháng 6 năm 2000, các thành viên trong gia đình ở cạnh trong giờ phút cuối cùng.

Thiên hoàng Akihito truy phong bà làm Hương Thuần Hoàng hậu (香淳皇后, Kōjun-kōgō). Bà được an táng tại Musashino no Higashi no Misasagi gần mộ của chồng trong Lăng mộ Hoàng gia Musashi.

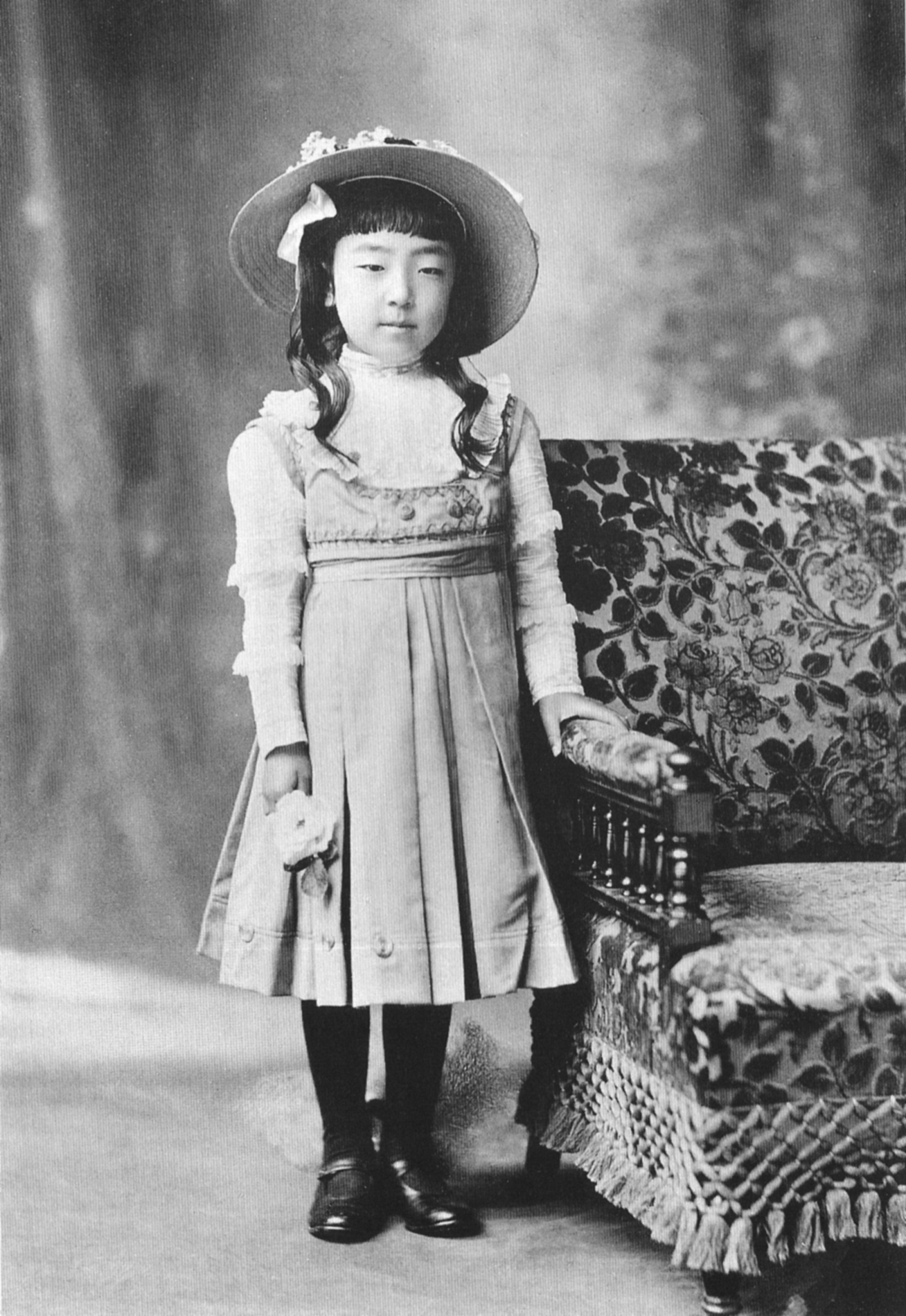
Hoàng hậu Nagako năm lên 7.

## Gia đình
Bà có với Chiêu Hòa Thiên Hoàng hai người con trai và năm người con gái,
1. Nội thân vương Shigeko, danh hiệu thuở bé là Teru no miya (照宮成子 (Chiếu Cung Thành Tử) teru no miya Shigeko?), sinh ngày 9 tháng 12 năm 1925 – chết ngày 23 tháng 7 năm 1961; kết hôn vào ngày 10 tháng 10 năm 1943 với Vương tước Higashikuni Morihiro (6 tháng 5 năm 1916 – 1 tháng 2 năm 1969), con trai trưởng của Vương tước Higashikuni Naruhiko và vợ là Công nương Toshiko - con gái thứ tám của Nhật hoàng Minh Trị; mất địa vị thành viên Hoàng gia vào ngày 14 tháng 10 năm 1947;
2. Nội thân vương Sachiko, danh hiệu thuở bé là Hisa no miya (久宮祐子 (Cửu Cung Hữu Tử) hisa no miya Sachiko?), sinh ngày 10 tháng 9 năm 1927 – chết yểu ngày 8 tháng 3 năm 1928;
3. Nội thân vương Kazuko, tước hiệu thuở bé là Taka no miya (孝宮和子 (Hiếu Cung Hòa Tử) taka no miya Kazuko?), sinh ngày 30 tháng 9 năm 1929 – chết ngày 28 tháng 5 năm 1989; ngày 21 tháng 5 năm 1950 kết hôn với Takatsukasa Toshimichi (26 tháng 8 năm 1923 – 27 tháng 1 năm 1966), con trai trưởng của Nobusuke; và là con nuôi của Naotake.
4. Nội thân vương Atsuko, tước hiệu thuở bé là Yori no miya (順宮厚子 (Thuận Cung Hậu Tử) yori no miya Atsuko?), sinh ngày 7 tháng 3 năm 1931; kết hôn ngày 10 tháng 10 năm 1952 với Ikeda Takamasa (sinh ngày 21 tháng 10 năm 1927) - con trai trưởng của cựu Hầu tước Nobumasa Ikeda;
5. Hoàng Thái tử Akihito, tước hiệu thuở bé là Tsugu no miya (継宮明仁 (Kế Cung Minh Nhân) tsugu no miya Akihito?), Thiên hoàng thứ 125 của Nhật, sinh ngày 23 tháng 12 năm 1933; kết hôn ngày 10 tháng 4 năm 1959 với Shōda Michiko (sinh ngày 20 tháng 10 năm 1934) - con gái trưởng của Shōda Hidesaburo - cựu chủ tịch của Công ty Nisshin Flour Milling;
6. Hoàng tử Masahito, tước hiệu thuở bé là Yoshi no miya (義宮正仁 (Nghĩa Cung Chính Nhân) yoshi no miya Masahito?), sinh ngày 28 tháng 11 năm 1935, sau có tước hiệu Thân vương Hitachi (常陸宮 hitachi no miya?) từ ngày 1 tháng 10 năm 1964; kết hôn ngày 30 tháng 9 năm 1964 với Tsugaru Hanako (sinh ngày 19 tháng 7 năm 1940) - con gái thứ tư của cựu Bá tước Tsugaru Yoshitaka;
7. Nội thân vương Takako, tước hiệu thuở bé là Suga no miya (清宮貴子 (Thanh Cung Quý Tử) suga no miya Takako?), sinh ngày 2 tháng 3 năm 1939; kết hôn ngày 3 tháng 3 năm 1960 với Shimazu Hisanaga - con trai của cựu Hầu tước Shimazu Hisanori. Họ có một đứa con trai tên là Yoshihisa.